# Seria 180 ČD
E 698 – lokomotywa elektryczna wyprodukowana w 1958 roku dla kolei czechosłowackich w dwóch egzemplarzach, pierwszy powstał we wrześniu, ostatni w grudniu 1958 roku. Elektrowozy wyprodukowano do prowadzenia pociągów towarowych kursujących po zelektryfikowanych liniach kolejowych. Elektrowozy pomalowano na kolor zielony. Po rozpadzie Czechosłowacji elektrowozy eksploatowane były przez koleje czeskie oznakowane jako Řada 180. Elektrowozy zachowano jako eksponaty zabytkowe.